# Renato Curi
Renato Curi (ur. 20 września 1953 w Montefiore dell’Aso, zm. 30 października 1977 w Perugii) – włoski piłkarz, występujący na pozycji pomocnika.

## Życiorys
Curi zaczął swoją karierę w 1969 roku w klubie SP Giulianova z Serie D, z którym w sezonie 1970/1971 awansował do Serie C. W 1973 roku przeszedł do Como, grającego w Serie B i spędził tam sezon 1973/1974. Następnie odszedł do ligowego rywala – Perugii. W sezonie 1974/1975 awansował z nią do Serie A. W lidze tej zadebiutował 5 października 1975 w zremisowanym 0:0 meczu z Milanem, zaś 14 lutego 1976 w wygranym 2:1 pojedynku z Torino strzelił swojego pierwszego gola w Serie A. W sezonie 1976/1977 zajął z Perugią 6. miejsce w lidze.
30 października 1977, podczas domowego meczu z Juventusem, na 5 minut przed rozpoczęciem drugiej połowy zawodnik doznał ataku serca i zmarł. Po śmierci Curiego stadion Perugii, na którym zmarł, został nazwany jego imieniem. Jeden z klubów Serie D nosi nazwę Renato Curi Angolana.
W Serie A rozegrał 58 spotkań i zdobył trzy bramki.